# ميمونة (اسم)
ميمونة اسم علم مؤنث عربي. معناه: الطيبة، السعيدة، المباركة وقيل معناه الصحراء.  

## شخصيات تحمل هذا الاسم
- ميمونة بنت الحارث (ت 51هـ) آخر من تزوج النبي مُحمد وثالث زوجة تموت في حياته وآخرهن.
- ميمونة البلوشي ممثلة عُمانية.
- ميمونة أبوبكر الحامد شاعرة وإعلامية يمنية.